# Johann Rattenhuber
Johann Rattenhuber (Oberhaching, 30 april 1897 - München, 30 juni 1957) was een Duitse politieagent en later SS-generaal. Tijdens de Tweede Wereldoorlog had Rattenhuber de leiding over de Reichssicherheitsdienst (RSD).

## Vroegere leven
Rattenhuber werd geboren op 30 april 1897 in Oberhaching als zoon van Hans Rattenhuber en Anna Rattenhuber-Stoyler. In 1904 verhuisde het gezin naar München. Tijdens de Eerste Wereldoorlog diende Rattenhuber bij het 16e en 13e Beierse Infanterie Regiment. In oktober 1918 werd Rattenhuber bevorderd tot Leutnant. In september 1920 werd hij politieagent bij de Beierse Staatspolitie. Op 10 februari 1922 werd hij overgeplaatst naar de politie van München.

## Tweede Wereldoorlog
Op 10 maart 1933 werd Rattenhuber door Heinrich Himmler benoemd tot hoofd van de politie van München. In mei 1933 werd Rattenhuber benoemd tot commandant van de Reichssicherheitsdienst. Rattenhuber was in zijn positie verantwoordelijk voor de persoonsbeveiliging van Adolf Hitler en andere nazikopstukken.

## Na de oorlog
Rattenhuber verbleef in de laatste weken van de oorlog in de Führerbunker. Op 1 mei 1945 werd hij gevangengenomen door de Sovjet-Unie. Rattenhuber verbleef 10 jaar in Russische gevangenschap. Hij werd in die 10 jaar door de KGB vaak ondervraagd over de dood van Adolf Hitler. Op 15 februari 1952 werd hij door een krijgsraad van het militair district in Moskou veroordeeld tot 25 jaar gevangenisstraf. In 1956 werd Rattenhuber vrijgelaten en op 30 juni 1957 overleed hij in München.

## Carrière
Rattenhuber bekleedde verschillende rangen in zowel de Deutsches Heer als Allgemeine-SS. De volgende tabel laat zien dat de bevorderingen niet synchroon liepen.
| Datum                                               | Deutsches Heer                     | Reichswehr | politie                     | Allgemeine-SS          |
| --------------------------------------------------- | ---------------------------------- | ---------- | --------------------------- | ---------------------- |
| 3 april 1916                                        | Rekrut                             | —          | —                           | —                      |
| 10 mei 1917                                         | Gefreiter                          | —          | —                           | —                      |
| 1 oktober 1917                                      | Unteroffizier en Offizier-Aspirant | —          | —                           | —                      |
| 14 december 1917                                    | Fahnenjunker-Unteroffizier         | —          | —                           | —                      |
| 28 mei 1918 (zonder Patent)                         | Fähnrich                           | —          | —                           | —                      |
| 20 september 1918                                   | Patent verkregen als Fähnrich      | —          | —                           | —                      |
| 26 oktober 1918 (met Patent van 18 oktober 1918)    | Leutnant                           | —          | —                           | —                      |
| 15 september 1920                                   | —                                  | —          | Polizeileutnant             | —                      |
| 1 augustus 1925                                     | —                                  | —          | Polizeioberleutnant         | —                      |
| 1 juni 1933                                         | —                                  | —          | Polizeihauptmann            | —                      |
| 23 april 1934 (met ingang van 20 april 1934)        | —                                  | —          | —                           | SS-Sturmbannführer     |
| 15 augustus 1934 (met ingang van 4 juli 1934)       | —                                  | —          | —                           | SS-Obersturmbannführer |
| 20 september 1934 (met ingang van 1 september 1935) | —                                  | —          | —                           | SS-Standartenführer    |
| 1 oktober 1935(met RDA van 20 april 1943)           | —                                  | —          | Major der Polizei           | —                      |
| 20 april 1938                                       | —                                  | —          | Oberstleutnant der Polizei  | —                      |
| 20 april 1942                                       | —                                  | —          | —                           | SS-Oberführer          |
| 20 april 1942                                       | —                                  | —          | Oberst der Polizei          | —                      |
| 30 januari 1944                                     | —                                  | —          | Generalmajor der Polizei    | SS-Brigadeführer       |
| 24 februari 1945                                    | —                                  | —          | Generalleutnant der Polizei | SS-Gruppenführer       |

## Lidmaatschapsnummers
- NSDAP-nr.: 3 212 449[11] (lid geworden 1 mei 1933[15][6])
- SS-nr.: 52 877[12] (lid geworden 1933[4][6])

## Decoraties
Selectie:
- IJzeren Kruis 1914, 1e Klasse (25 augustus 1919[3][13]) en 2e Klasse (17 augustus 1917[3][13])
- Gouden Ereteken van de NSDAP op 24 februari 1943[13]
- Kruis der Tweede Klasse in de Orde van Militaire Verdienste met Zwaarden op 18 juni 1918[3][13]
- Duits Olympisch Ereteken, 1e Klasse "Voor zeer bijzondere verdienste bij het organiseren van de spelen" in 1936[3][13]
- Dienstonderscheiding van de SS[13], 3e Graad
- Hongaarse Herinnerings-Munt (WW I)[4] met Zwaarden[3]
- Rijksinsigne voor Sport in goud op 12 mei 1938[4][3][13]
- Dienstonderscheiding van de Politie[4], 1e Klasse (25 dienstjaren)[3]